# Bűnök és szerelmek
A Bűnök és szerelmek 2013-as magyar szappanopera, amelyet Pajer Róbert és Völgyi Balázs rendezett. A főbb szerepekben Csillag László, Pozsár Krisztina, Huszár Tibor, Kutrik Lilian és Adányi Alex látható
Az első epizódját a TV2 2013. január 7. mutatta be. Az országos csatornán hétköznap esténként volt látható egészen 2013. február 22-ig. Akkor még úgy volt, hogy 2013. március 25-én folytatódik a TV2-n, de a csatorna mégsem folytatta. Végül április 2-ától a SuperTV2-n tért vissza a sorozat az egyik késő délutáni sávban. 2013. november 29-én, a 150. résszel ért véget a sorozat.

## Cselekmény
A történet két családról szól: a becsületes Kapus családról, amelyben Kapus Tibor és lánya élnek, és a maffiaügyleteiről, sötét dolgairól híres Bodzás családról, a családfővel, Bodzás Lajossal, annak három fiával, Bodzás Lorenzóval, Bodzás Ferenccel, és a törvényen kívüli Balog Rómeóval.

## Szereplők

### Főszereplők
| Színész           | Karakter         | Megjegyzés                                                                      |
| ----------------- | ---------------- | ------------------------------------------------------------------------------- |
| Csillag László    | Bodzás Lajos     | A Bodzás klán feje, bűnöző, Bodzásné Margó férje, Lorenzo, Frenki és Romeo apja |
| Pozsár Krisztina  | Balla Tina       | Lorenzo felesége                                                                |
| Huszár Tibor      | Kapus Tibor      | Rendőr, Kapus Blanka apja, Dunai Pál barátja                                    |
| Kutrik Lilian     | Kékesi Kira      | Intézetis, Kevin testvére                                                       |
| Adányi Alex       | Kékesi Kevin     | Intézetis, Kira testvére                                                        |
| Lévai Sándor      | Balog Rómeó      | Kapus Blanka barátja, Erzsi és Bodzás Lajos fia                                 |
| Miklós Krisztina  | Lengyel Brigitta | Frenki barátnője                                                                |
| Rebicsek Richárd  | Bodzás Lorenzo   | Elsőszülött Tina férje, Bodzás Lajos és Margó fia, Frenki testvére              |
| Bánovits Vivianne | Kapus Blanka     | Kapus Tibor lánya, Balog Rómeó barátnője                                        |
| Vancsa Ferenc     | Bodzás Frenki    | Másodszülött, Brigi barátja, Bodzás Lajos és Margó fia, Lorenzo testvére        |
| Földesi Ágnes     | Sebők Fruzsina   | Intézetis Valter exbarátnője                                                    |

### Mellékszereplő
| Színész                                | Karakter       | Megjegyzés                                                                           |
| -------------------------------------- | -------------- | ------------------------------------------------------------------------------------ |
| Kajdi Ágnes                            | Bodzásné Margó | Bodzás Lajos felesége, Lorenzo és Frenki anyja                                       |
| Földi Tamás                            | Dunai Pál      | Rendőr, Kapus Tibor barátja                                                          |
| Krammerstadter István, Növényi Norbert | Serif          | Bodzás Lajos embere                                                                  |
| Gere Benjamin                          | Zénó           | Bodzás Lajos embere                                                                  |
| Malik Sándor                           | Szöszi         | Bodzás Lajos embere                                                                  |
| Nyírő László                           | Valter         | Volt intézetis, autókereskedő, jelenleg bűnöző életmódot folytat és Fruzsi exbarátja |
| Udvarias Anna                          | Váradi Zsóka   | intézeti dolgozó, Fruzsi "pótanyja"                                                  |

## Epizódok
A sorozat 2013. január 7-től hétfőtől péntekig 20.20-tól volt látható a TV2-n, majd 2013. április 2-től hétfőtől péntekig 17.30-kor, majd 17.20-kor volt látható a Super TV2 csatornán.
| Évad | Évad | Részek száma | Részek száma | Eredeti sugárzás | Eredeti sugárzás   | Eredeti adó |
| Évad | Évad | Részek száma | Részek száma | Évadbemutató     | Évadzáró           | Eredeti adó |
| ---- | ---- | ------------ | ------------ | ---------------- | ------------------ | ----------- |
|      | 1.   | 35           | 35           | 2013. január 7.  | 2013. február 22.  | TV2         |
|      | 2.   | 115          | 115          | 2013. április 2. | 2013. november 29. | Super TV2   |